# دومينيك ساندا
دومينيك ساندا (بالفرنسية: Dominique Sanda)‏ هي عارضة وممثلة فرنسية، ولدت في 11 مارس 1951 بباريس في فرنسا.

## أعمال

### أفلام
- (1970) الملتزم
- (1970) حديقة آل فينزي كونتيني
- (1976) 1900[12][13]
- (2013) الرحيل بعيدا
- (2014) سان لوران

## وصلات خارجية
- دومينيك ساندا على موقع IMDb (الإنجليزية)
- دومينيك ساندا على موقع قاعدة بيانات الأفلام العربية
- دومينيك ساندا على موقع ألو سيني (الفرنسية)
- دومينيك ساندا على موقع ميوزك برينز (الإنجليزية)
- دومينيك ساندا على موقع تيرنر كلاسيك موفيز (الإنجليزية)
- دومينيك ساندا على موقع أول موفي (الإنجليزية)
- دومينيك ساندا على موقع قاعدة بيانات الأفلام السويدية (السويدية)
- دومينيك ساندا على موقع إن إن دي بي (الإنجليزية)
- دومينيك ساندا على موقع ديسكوغز (الإنجليزية)
- دومينيك ساندا على موقع قاعدة بيانات الفيلم (الإنجليزية)